# Чемпіонат України з легкої атлетики в приміщенні 2008
Чемпіонат України з легкої атлетики в приміщенні 2008 серед дорослих був проведений 22-24 лютого в Сумах в манежі Української академії банківської справи.

## Призери

### Чоловіки
| Дисципліни                  | Золото                                                                             | Золото    | Срібло                                                                        | Срібло   | Бронза                                                                                    | Бронза   |
| --------------------------- | ---------------------------------------------------------------------------------- | --------- | ----------------------------------------------------------------------------- | -------- | ----------------------------------------------------------------------------------------- | -------- |
| 60 метрів                   | Ігор Бодров Харківська область                                                     | 6,65      | Дмитро Глущенко Київ                                                          | 6,67     | Роман Бублик Івано-Франківська область                                                    | 6,67     |
| 200 метрів (поза програмою) | Богдан Столярчук Київська область                                                  | 22,15     | Олексій Сердюченко Сумська область                                            | 22,24    | Віктор Ларіонов Київ                                                                      | 22,36    |
| 400 метрів                  | Михайло Книш Вінницька область                                                     | 46,63 NIR | Олексій Рачковський Житомирська область                                       | 47,26    | Володимир Бураков Київ                                                                    | 47,32    |
| 800 метрів                  | Олександр Осмолович Житомирська область                                            | 1.50,73   | Артем Казбан Сумська область                                                  | 1.50,89  | Кирило Масунов Одеська область                                                            | 1.51,07  |
| 1500 метрів                 | Василь Цікало Львівська область                                                    | 3.47,29   | Тимофій Тюменцев Одеська область                                              | 3.48,99  | Олександр Борисюк Волинська область                                                       | 3.49,20  |
| 3000 метрів                 | Олександр Борисюк Волинська область                                                | 8.12,53   | Олександр Величко Чернівецька область                                         | 8.14,09  | Володимир Киц Київська область                                                            | 8.16,13  |
| 60 метрів з бар'єрами       | Олександр Шагов Донецька область                                                   | 7,94      | Давід Іларіані Грузія                                                         | 7,95     | Артем Федченко Київська область                                                           | 8,04     |
| 3000 метрів з перешкодами   | Ілля Сухарєв Київська область                                                      | 8.45,21   | Сергій Редько Луганська область                                               | 8.47,27  | Сергій Лунгу Молдова                                                                      | 8.48,40  |
| 4×400 метрів                | Вінницька областьМихайло Книш Роман Головащенко Віктор Гончарук Володимир Бригинда | 3.16,19   | Одеська областьКирило Масунов Максим Петров Роман Сологуб Станіслав Мельников | 3.16,31  | Житомирська областьОлексій Рачковський Анатолій Корпан Віталій Подакін Олександр Гаврилюк | 3.19,52  |
| Ходьба 10000 метрів         | Руслан Дмитренко Київська область                                                  | 41.13,31  | Олексій Казанін Донецька область                                              | 42.09,34 | Василь Бігун Волинська область                                                            | 45.20,34 |
| Стрибки у висоту            | Дмитро Дем'янюк Львівська область                                                  | 2,28      | Олександр Нартов Харківська область                                           | 2,25     | Юрій Крімаренко Київська область                                                          | 2,25     |
| Стрибки з жердиною          | Денис Федас Київ                                                                   | 5,30      | Мартин Шингур Донецька область                                                | 5,10     | Антон Лоза Донецька область                                                               | 4,90     |
| Стрибки у довжину           | Володимир Зюськов Донецька область                                                 | 7,96      | Дмитро Білоцерківський Дніпропетровська область                               | 7,90     | Андрій Макарчев Київ                                                                      | 7,70     |
| Потрійний стрибок           | Віктор Кузнєцов Київська область                                                   | 16,83     | Віктор Ястребов Київська область                                              | 16,81    | Шериф Ель-Шериф Київська область                                                          | 16,60    |
| Штовхання ядра              | Юрій Білоног Одеська область                                                       | 20,07     | Дмитро Савицький Одеська область                                              | 18,46    | Віктор Самолюк Київська область                                                           | 17,90    |
| Семиборство                 | Андрій Дем'янов Росія                                                              | 5568      | Євген Нікітін Харківська область                                              | 5537     | Олександр Пархоменко Білорусь                                                             | 5508     |

### Жінки
| Дисципліни                  | Золото                                                               | Золото   | Срібло                                                                        | Срібло   | Бронза                                                                        | Бронза   |
| --------------------------- | -------------------------------------------------------------------- | -------- | ----------------------------------------------------------------------------- | -------- | ----------------------------------------------------------------------------- | -------- |
| 60 метрів                   | Христина Стуй Івано-Франківська область                              | 7,36     | Оксана Щербак Полтавська область                                              | 7,39     | Ірина Штангеєва Донецька область                                              | 7,41     |
| 200 метрів (поза програмою) | Оксана Щербак Полтавська область                                     | 23,80    | Галина Тонковид Харківська область                                            | 23,91    | Ірина Штангеєва Донецька область                                              | 23,93    |
| 400 метрів                  | Антоніна Єфремова Донецька область                                   | 52,33    | Наталія Пигида Київська область                                               | 52,35    | Ксенія Карандюк Київ                                                          | 52,52    |
| 800 метрів                  | Тетяна Петлюк Київ                                                   | 2.00,25  | Зоя Гладун Вінницька область                                                  | 2.02,36  | Юлія Русанова Росія                                                           | 2.03,04  |
| 1500 метрів                 | Наталія Тобіас Донецька область                                      | 4.10,80  | Тетяна Петлюк Київ                                                            | 4.10,91  | Анна Міщенко Харківська область                                               | 4.24,78  |
| 3000 метрів                 | Тетяна Головченко Сумська область                                    | 9.19,66  | Олена Сердюк Харківська область                                               | 9.28,36  | Валерія Мара АР Крим                                                          | 9.32,20  |
| 60 метрів з бар'єрами       | Євгенія Снігур Харківська область                                    | 8,10     | Людмила Блонська АР Крим                                                      | 8,41     | Анна Плотіцина Харківська область                                             | 8,45     |
| 3000 метрів з перешкодами   | Валерія Мара АР Крим                                                 | 9.58,73  | Юлія Ігнатова Одеська область                                                 | 9.59,01  | Ольга Календарьова Вінницька область                                          | 10.07,76 |
| 4×400 метрів                | КиївКсенія Карандюк Лілія Лобанова Анастасія Рабченюк Юлія Краснощок | 3.37,03  | Харківська областьНіна Дегтярьова Юлія Ірхіна Олександра Рижкова Марина Білаш | 3.40,03  | Донецька областьВікторія Бутко Анжеліка Шевченко Юлія Кревсун Дарина Приступа | 3.41,19  |
| Ходьба 5000 метрів          | Людмила Шелест Сумська область                                       | 22.10,31 | Олена Мірошниченко Сумська область                                            | 22.18,24 | Наталія Клімашевська Сумська область                                          | 22.56,17 |
| Стрибки у висоту            | Олена Холоша Миколаївська область                                    | 1,89     | Олена Демидова Миколаївська область                                           | 1,86     | Олена Моток Чернівецька область                                               | 1,83     |
| Стрибки з жердиною          | Наталія Соловйова Донецька область                                   | 4,00     | Алевтина Руєва Дніпропетровська область                                       | 3,70     | Євгенія Полушкіна Донецька областьКатерина Козлова Донецька область           | 3,50     |
| Стрибки у довжину           | Олександра Стаднюк Черкаська область                                 | 6,60     | Людмила Блонська АР Крим                                                      | 6,50     | Вікторія Рибалко Запорізька область                                           | 6,33     |
| Потрійний стрибок           | Ольга Саладуха Донецька область                                      | 14,52    | Світлана Мамєєва Харківська область                                           | 14,17    | Олександра Стаднюк Черкаська область                                          | 13,77    |
| Штовхання ядра              | Вікторія Дегтяр Одеська область                                      | 16,04    | Тетяна Насонова Одеська область                                               | 15,65    | Олена Дементій Київська область                                               | 15,65    |
| П'ятиборство                | Ольга Кубан Росія                                                    | 4445     | Вікторія Добринська Вінницька область                                         | 4377     | Марина Гончарова Росія                                                        | 4303     |